# Stölma
Stölma var  ett varumärke för kameror som importerades av firman Stölten & Simonsen i Malmö, från 1924 Stölten & Son, under början av 1900-talet.
Varumärket "Stölma" inregistrerades 1914. Stölma-kameror var bälgkameror för glasplåtar eller rullfilm med 120-spole, tillverkade under 1920- och 1930-talen av framförallt Welta Kamerawerke Waurich & Weber i Freital i Tyskland. Varianter av resekamerorna var Stölma Special, Stölma I - III, och Stölma Sport. Stölten & Simonsen hade ingen egen kameratillverkning.
Företaget "Stölten & Simonsen" var ursprungligen en dansk fotofirma som öppnade filial i Malmö i mars 1884. Den öppnade så småningom en finmekanisk verkstad för reparationer av kameror och annan fotografisk utrustning.
En fotograf som tog bilder med en Stölma var amatörfotografen Adolf Hjort (född 1896). Denne har efterlämnat ett bildarkiv på Norrbottens museum med foton från 1922–1948 från byarna Alvik och Långnäs söder om Luleå i Norrbotten.